# Großer Teichtalskopf
Der Große Teichtalskopf ist ein etwa 492 m ü. NHN hoher Berg im Harz. Er liegt nahe Herzberg am Harz im gemeindefreien Gebiet Harz des Landkreises Göttingen in Niedersachsen.

## Geographie

### Lage
Der Große Teichtalskopf erhebt sich im Mittelharz und im Nationalpark Harz. Sein Gipfel liegt knapp 3 km nordnordöstlich des Ortskerns der Herzberger Kernstadt. Der Berg trennt die Täler der Sieber im Osten und Lonau im Westen. Die Landschaft leitet nach Nordosten mit geringer Schartenhöhe zum Hirtenberg (582 m) über, nach Südsüdwesten fällt sie vorbei am Kleinen Teichtalskopf (362 m) zur Mündung der Lonau in die Sieber ab.

### Naturräumliche Zuordnung
Der Große Teichtalskopf gehört in der naturräumlichen Haupteinheitengruppe Harz (Nr. 38), in der Haupteinheit Oberharz (380) und in der Untereinheit Südlicher Oberharz (380.8) zum Naturraum Sieberbergland (380.82). Die Landschaft fällt nach Südwesten in den Naturraum Schotterfluren der Rhume, Oder und Sieber (376.23) ab, der in der Haupteinheitengruppe Weser-Leine-Bergland (37) und dessen Haupteinheit Südwestliches Harzvorland (376) zur Untereinheit Osterode-Herzberger Vorland (376.2) zählt.

## Schutzgebiete und Bewaldung
Auf dem Großen Teichtalskopf liegen Teile des Fauna-Flora-Habitat-Gebiets Nationalpark Harz (Niedersachsen) (FFH-Nr. 4129-302; 157,7 km² groß) und des Vogelschutzgebiets Nationalpark Harz (VSG-Nr. 4229-402; 155,59 km²). Bis auf den Osthang reichen das Naturschutzgebiet Siebertal (CDDA-Nr. 64701; 1992 ausgewiesen; 6,947 km²) und das FFH-Gebiet Sieber, Oder, Rhume (FFH-Nr. 4228-331; 24,5051 km²). Der Berg ist fast vollständig mit Buchen bewachsen.

## Teichtal
Südsüdwestlich des Großen Teichtalskopfs liegt das kurze Teichtal. Es verläuft in überwiegend südliche Richtung westlich am Kleinen Teichtalskopf vorbei und mündet in das östlich bis südsüdöstlich des Kleinen Teichtalskopfs befindliche Tal der Sieber.

## Quelle
- Topographische Karte Bad Lauterberg, Nr. 4328, M = 1:25.000 (TK25), ISBN 978-3-89435-423-7